# Морозов, Сергей Иванович
Серге́й Ива́нович Моро́зов (род. 6 сентября 1959, Ульяновск) — российский государственный и политический деятель. Депутат Государственной Думы Федерального собрания Российской Федерации VIII созыва, первый заместитель председателя комитета Государственной Думы по региональной политике и местному самоуправлению с 12 октября 2021 года. Заместитель руководителя фракции «Единая Россия» с 7 октября 2021 года.
Помощник полномочного представителя Президента Российской Федерации в Приволжском федеральном округе (19 апреля — 12 октября 2021). Губернатор Ульяновской области (6 января 2005 — 8 апреля 2021). Мэр города Димитровграда (2000—2004).
Председатель ульяновского отделения Ассоциации юристов России.
Из-за вторжения России на Украину, находится под международными санкциями Евросоюза, США, Великобритании и ряда других стран

## Биография
Сергей Морозов родился 6 сентября 1959 года в Ульяновске. В 1977 году окончил среднюю школу № 50.
После окончания школы пошёл работать станочником на мебельную фабрику.
В октябре 1977 года был призван в вооружённые силы, служил на Тихоокеанском флоте.
В 1981 году, после службы, работал слесарем 2 разряда в Ульяновском автотранспортном предприятии № 5, затем — водителем 3 класса.

### Служба в МВД
С ноября 1981 года работал в органах внутренних дел. Начинал с должности водителя патрульного автомобиля.
В 1987 году окончил Всесоюзный юридический заочный институт по специальности «правоведение». Прошёл путь от инспектора уголовного розыска РОВД до руководителя спецподразделения УВД Ульяновской области по борьбе с незаконным оборотом наркотиков.
В 1995 году — назначен начальником УВД города Димитровграда.
В октябре 1999 года отстранён от должности начальника Димитровградского УВД, что стало следствием действий его подчинённых, избивших до смерти подозреваемого, оказавшегося невиновным.
В феврале 2000 года ушёл в отставку в звании подполковника милиции и занялся адвокатской работой, став адвокатом Ульяновской областной коллегии адвокатов.

### Мэр Димитровграда
На состоявшихся 24 декабря 2000 года выборах главы города Димитровграда Морозов набрал большинство голосов (26,88 %), второе место занял действующий мэр Владимир Паршин (24,12 %), против всех проголосовало 19,98 %, таким образом, Морозов был избран главой города со сроком полномочий 4 года.

### Губернатор Ульяновской области
26 декабря 2004 года победил на выборах главы администрации Ульяновской области, набрав в втором туре 52,81 % голосов.
Официально вступил в должность 6 января 2005 года.
Во время его пребывания Морозова в должности губернатора в Ульяновске и области появились памятник букве «ё», «философский диван Обломова», памятник рублю и другие.
В 2005 году Морозов учредил 12 сентября областной праздник «День семейного общения».
В этот день работодателям рекомендовано пораньше отпускать домой сотрудников, чтобы они посвятили время общению с семьёй. В народе этот праздник получил прозвище «День зачатия», так как зачатые в этот день дети рождаются в День России — 12 июня. Это связано с другой акцией губернатора Морозова — «Роди патриота в День России». Семьям, обзаведшимся детьми именно в этот день, губернатор подарил по автомобилю УАЗ Патриот.
20 марта 2006 года президент России Владимир Путин внёс кандидатуру Морозова на рассмотрение депутатов Законодательного собрания Ульяновской области. 28 марта депутаты утвердили кандидатуру, и он был наделён полномочиями губернатора на новый пятилетний срок, вступив в должность 8 апреля 2006 года.
С 30 марта по 29 сентября 2006 и с 10 ноября 2015 по 6 апреля 2016 года Сергей Морозов входил в президиум Государственного совета Российской Федерации.
С 15 мая 2006 по ноябрь 2016 года совмещал должность Председателя правительства Ульяновской области.
6 марта 2011 года кандидатуру Морозова, предложенную президентом Дмитрием Медведевым, депутаты Законодательного собрания региона утвердили большинством голосов. 8 апреля, в день, когда истёк срок полномочий по предыдущему сроку, состоялась инаугурация — он официально вступил в должность на третий срок.
7 апреля 2016 года, в связи с истечением срока полномочий губернатора, президент Путин подписал указ о назначении Морозова временно исполняющим обязанности губернатора Ульяновской области.
23 апреля 2018 года Сергей Морозов подписал указ об учреждении премии имени Владимира Ленина, которая будет присуждаться «за выдающийся вклад в исследования в области гуманитарных и общественных наук или за творческие достижения в литературе и сфере искусств, реализованных на территории Ульяновской области, способствующие прорывному социально-экономическому развитию региона». Церемонии награждения будут проводиться 22 апреля, в день рождения В. И. Ленина, а размер премии составит 1 млн рублей.
8 апреля 2021 года подал в отставку и сообщил о том, что будет участвовать в выборах в Государственную думу VIII созыва.

### Помощник полпреда Президента РФ в ПФО
9 апреля 2021 года Морозов согласился на предложение занять должность помощника полномочного представителя президента России в Приволжском федеральном округе .
19 апреля 2021 года он был официально назначен на эту должность.

### Депутат Государственной Думы VIII созыва
19 сентября 2021 года избран депутатом Государственной Думы Федерального собрания Российской Федерации VIII созыва.
12 октября 2021 года избран на должность первого заместителя председателя комитета Государственной Думы по региональной политике и местному самоуправлению.

## Награды
- Орден Почёта (2009);

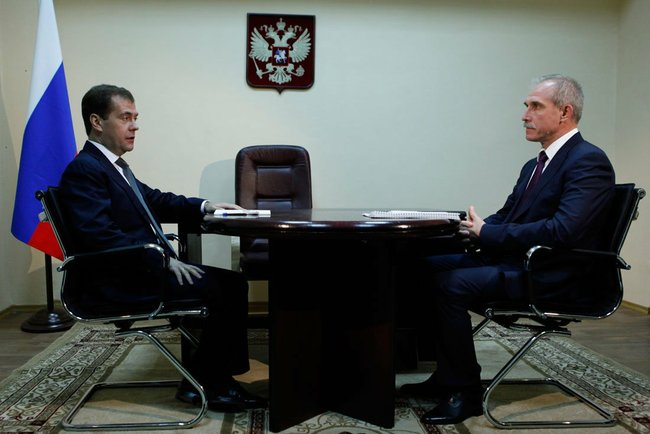
C президентом РФ Дмитрием Медведевым, 2011 год

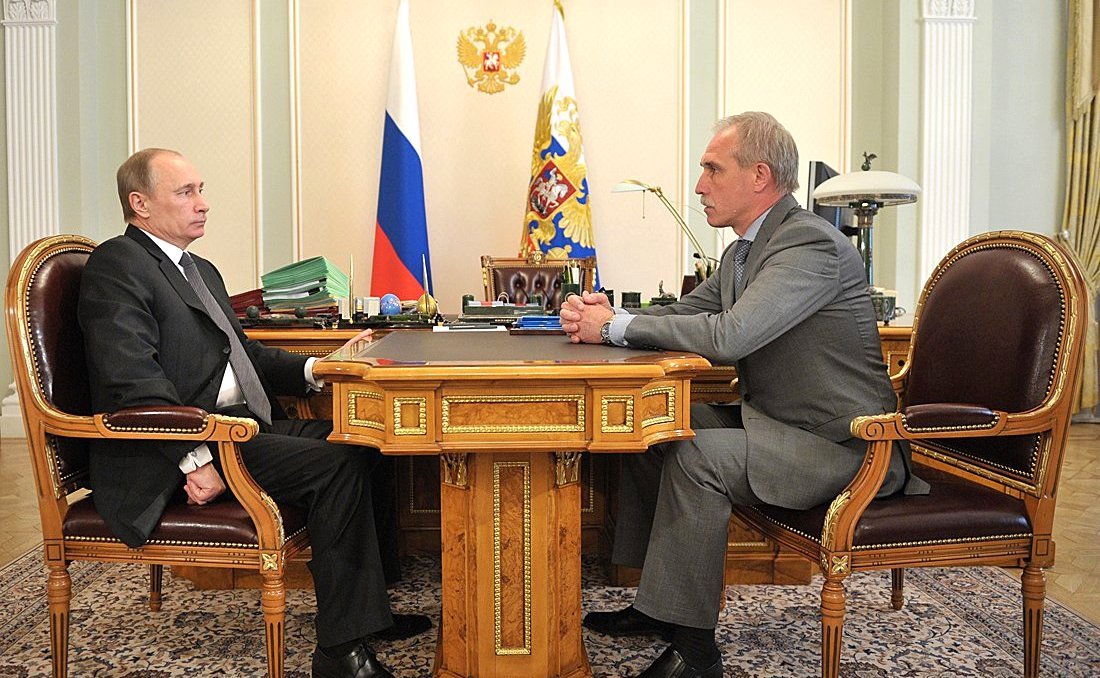
C Президентом России Владимиром Путиным, 2013 год

- Орден Дружбы (7 июля 2021, Указ ПРФ № 407) — за вклад в развитие парламентаризма, активную законотворческую деятельность и многолетнюю добросовестную работу[19];
- Медаль «За безупречную службу» III степени (1989);
- Медаль «За отличие в службе» (МВД) I и II степени (1999), (1994);
- Юбилейная медаль «60 лет Победы в Великой Отечественной войне 1941—1945 гг.» (2005);
- Медаль «За вклад в развитие уголовно-исполнительной системы России» II степени (2009);
- Медаль «За заслуги в проведении Всероссийской сельскохозяйственной переписи 2006 года» (2006);
- Медаль «За вклад в развитие агропромышленного комплекса» (2009);
- Медаль «За заслуги» (ФМС) (2008);
- Памятный знак «10 лет Федеральной службе судебных приставов» (15 октября 2007 года, Приказ ФССП России № 1270-к)[20];
- Медаль ордена «За заслуги перед Чувашской Республикой» (2011)[21][22];
- Нагрудный знак «Отличник милиции» (1986);
- Знак «За отличную службу в МВД» I степени (1993);
- знак «Почётный работник сферы молодёжной политики РФ» (2006);
- Знак «Почётный работник общего образования Российской Федерации» (2007);
- Памятный знак «85 лет гражданской авиации» (2007);
- Почётная грамота Министерства Сельского хозяйства РФ (2007);
- Медаль «За заслуги в защите прав и свобод граждан» I степени (2006)[23];
- Медаль «Губернатор Ульяновской области С. Морозов» (2008)[24];
- Медаль «50 лет Ульяновскому обществу филателистов» (2008)[25]
- Медаль «За защиту российского бизнеса» (2022)[26];
- Премия «Человек года» в номинации «Государственная деятельность» (2011, Федерация Еврейских общин России)[27].

## Критика
24 ноября 2009 года на заседании Госсовета с президентом Дмитрием Медведевым предлагал проект «Струнного транспорта» Анатолия Юницкого, который является основой финансовой пирамиды SkyWay.
6 апреля 2013 года губернатор Морозов, использовав административный ресурс, заменил в городе Ульяновске текст диктанта в рамках акции «Тотальный диктант». данное вмешательство в общественную акцию вызвало у её организаторов и у общественности недоумение, возмущение и негодование, в результате организаторы аннулировали результаты ульяновского диктанта.

## Санкции
23 февраля 2022 года внесён в санкционные списки стран Евросоюза за действия и политику, которые подрывают территориальную целостность, суверенитет и независимость Украины и еще больше дестабилизируют Украину.
24 февраля 2022 года включён в санкционный список Канады «близких соратников режима» за голосование о признании независимости «так называемых республик в Донецке и Луганске».
24 марта 2022 года, на фоне вторжения России на Украину, включён в санкционный список США за «соучастие в войне Путина» и «поддержку усилий Кремля по вторжению в Украину», Госдеп США заявил что депутаты Госдумы используют свои полномочия для преследования инакомыслящих и политических оппонентов, нарушают свободу информации, ограничивают права человека и основные свободы граждан России.
Позднее, по аналогичным основаниям, включён в санкционные списки Великобритании, Швейцарии, Австралии, Украины и Новой Зеландии.

## Личная жизнь
Семья
Был женат два раза, два сына и три дочери. С первой женой Людмилой развёлся в 2001 году.
Вторая жена — Морозова Елена Анатольевна (род. 1975). Для Елены это также второй брак (первый муж Владимир Тихонов погиб в 1998 году). Вышла замуж за Сергея Морозова в 2006 году. С 2008 года — президент «Ассоциации фондов в поддержку детей», президент попечительского совета Ульяновского областного театра Кукол. В 2010 году указом супруга назначена генеральным директором одного из крупнейших предприятий региона ГУП «Тепличное», ей также принадлежат ряд других компаний Ульяновской области. Елена Морозова, с полученным в 2010 году доходом в размере 4,8 млн рублей, входит в число десяти самых богатых жён губернаторов. Владеет долями в ульяновском ООО «Мандарин» (турагентство) и димитровградском «Итарус сервис» (услуги по монтажу, техобслуживанию, ремонту и восстановлению летательных аппаратов и двигателей). Объявил о разводе с Еленой Морозовой 16 октября 2018 г.. В 2019 году вновь женился на ней же.
Двое сыновей от первого брака: Михаил (род. 1982) и Евгений (род. 1984).
Приёмная дочь Дарья (род. 1997, от первого брака Елены Морозовой). Общие дочери — Анфиса (род. 2007) и Элина (род. 2012).
Увлечения
Сергей Морозов — активный пользователь Интернета, имеет страницы в Instagram, «Твиттере», «Живом Журнале». Заставил высших областных чиновников завести персональные страницы в «Живом журнале». Губернатор — донор крови; с 2013 года организовал областной «донорский марафон».
Активно занимается спортом: катается на коньках и горных лыжах, плавает в бассейне. Сам ездит за рулём, имеет большой водительский стаж. Ведёт здоровый образ жизни. Не курит. Любимое блюдо — борщ. Любит слушать русские песни и музыку группы «Любэ», смотреть старые советские художественные фильмы, читать художественную литературу.